# Polyommatus anteros
Polyommatus anteros är en fjärilsart som beskrevs av Freyer 1843. Polyommatus anteros ingår i släktet Polyommatus och familjen juvelvingar. Inga underarter finns listade i Catalogue of Life.